# Gofran Zaki
Gofran Zaki –en árabe, غفران زكي– (nacido el 30 de septiembre de 1992) es un deportista egipcio que compite en taekwondo. Ganó una medalla en los Juegos Panafricanos de 2015, y dos medallas en el Campeonato Africano de Taekwondo en los años 2014 y 2016.

## Palmarés internacional
| Juegos Panafricanos | Juegos Panafricanos               | Juegos Panafricanos | Juegos Panafricanos |
| Año                 | Lugar                             | Medalla             | Categoría           |
| ------------------- | --------------------------------- | ------------------- | ------------------- |
| 2015                | Brazzaville (República del Congo) | Medalla de oro      | –68 kg              |
| Campeonato Africano |                                   |                     |                     |
| Año                 | Lugar                             | Medalla             | Categoría           |
| 2014                | Túnez (Túnez)                     | Medalla de plata    | –68 kg              |
| 2016                | Puerto Saíd (Egipto)              | Medalla de oro      | –68 kg              |